# حرم‌سرای صفوی

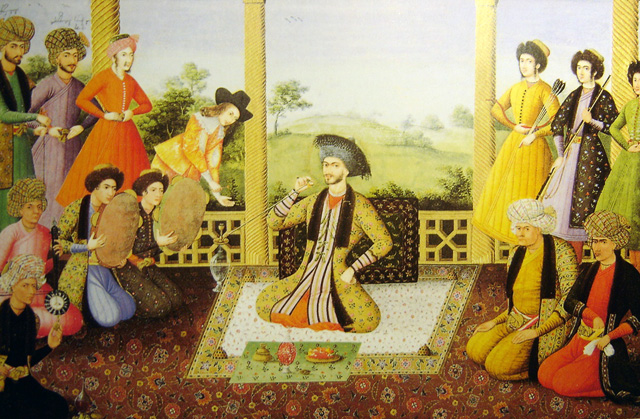
شاه سلیمان یکم و درباریان او (۱۶۷۰)

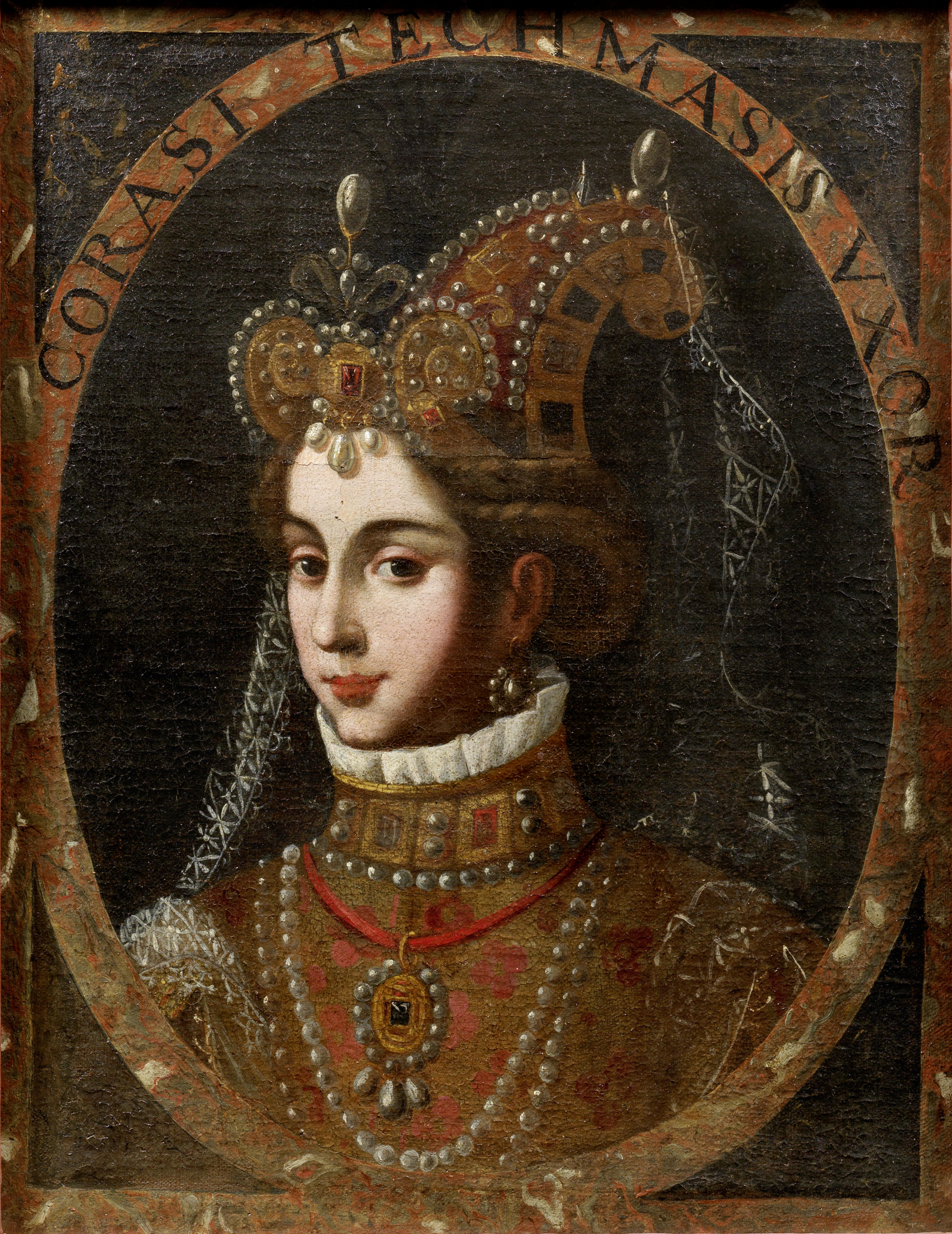
پرتره‌ای از سلطان آغا خانم، همسر دوم شاه تهماسب یکم

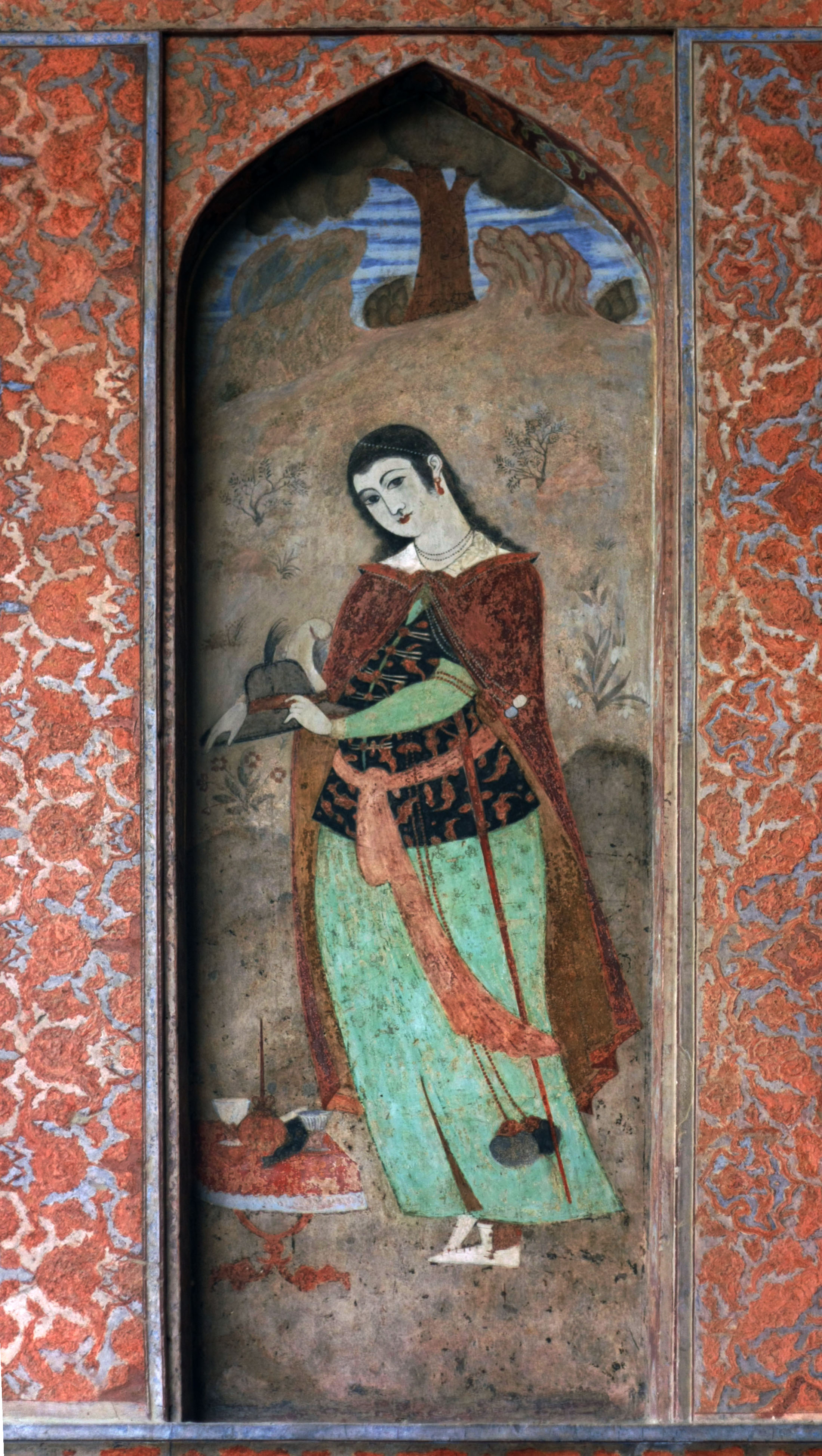
فرسکو از ایوان عالی‌قاپو، نمایانگر زنان در ایران

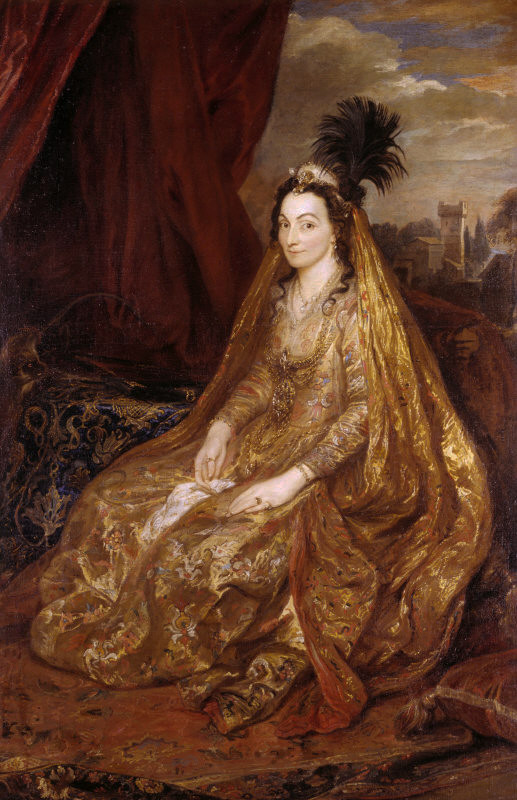
Lady Shirley اثر آنتونی ون دایک، حدود ۱۶۲۲

حرم‌سرای سلطنتی صفوی به حرم‌سرای پادشاهان دودمان صفوی در ایران اشاره دارد. حرم‌سرای شاهان صفوی نقشی مهم در تاریخ ایران صفوی (۱۵۰۱–۱۷۳۶) ایفا می‌کرد.
این مکان محلی بود برای زنان دربار، جایی که اعضای مونارک در آن زندگی می‌کردند و تفکیک جنسیتی در آن رعایت می‌شد. حرم‌سرا محل زندگی مادر، همسران، کنیزان برده و زنان unmarried دربار بود. این موسسه‌ای بود با اهمیت که گاهی مکان نفوذ سیاسی نیز بود.

## سلسله‌مراتب و سازماندهی
حرم‌سرای صفوی شامل مادران، همسران، کنیزان برده و خویشاوندان زن بود و کارکنانی از کنیزان زن و خواجه‌ها که به عنوان نگهبانان و رابطان آنان با دنیای خارج عمل می‌کردند، داشت.
برآورد شده است که در دربار شاه سلطان حسین (حکومت ۱۶۹۴–۱۷۲۲) حدود پنج هزار برده وجود داشت که شامل مردان و زنان، سیاه‌پوستان و سفیدپوستان بود، که از این تعداد صد نفر خواجه سیاه‌پوست بودند.

### همسران
پادشاهان دودمان صفوی ترجیح می‌دادند از طریق کنیزان برده فرزندآوری کنند، تا از جاه‌طلبی‌های احتمالی از سوی خویشاوندان و دیگر اقوام جلوگیری کرده و از میراث سلطنتی محافظت کنند.
کنیزان برده (و بعدها مادران) شاهان عمدتاً شامل زنان چرکس، مردم گرجی و مردم ارمنی بودند که به عنوان غنائم جنگی اسیر شده، از بازار برده‌ها خریداری شده (نگاه کنید به تجارت برده کریمه) یا به عنوان هدیه از سوی قدرت‌های محلی دریافت می‌شدند.
کنیزان برده گاهی مجبور می‌شدند پس از ورود به حرم‌سرا به شیعه تبدیل شوند و به عنوان حرم‌سرا شناخته می‌شدند.
برخلاف رسم رایج در دربارهای اسلامی که اجازه می‌دادند تنها زنان غیرمسلمان به عنوان کنیز حرم‌سرا وارد شوند، حرم‌سرای صفوی همچنین شامل کنیزان مسلمان بود، زیرا برخی از دختران آزاد مسلمان ایرانی به عنوان هدیه از سوی خانواده‌هایشان یا توسط دربار به حرم‌سرا برده می‌شدند تا به عنوان کنیز زندگی کنند.
این زنان آموزش‌هایی در زمینه‌های مختلف می‌دیدند و سپس یا به همسران تبدیل می‌شدند یا به عنوان خدمتکاران همسران عمل می‌کردند. یکی از زنانی که در حرم‌سرای سلطنتی آموزش دیده بود، ترزا سامپسونیا معروف بود.
زنان برده در حرم‌سرا ممکن بود نفوذ زیادی پیدا کنند، اما نمونه‌هایی از عکس آن نیز وجود دارد: شاه عباس دوم (حکومت ۱۶۴۲–۱۶۶۶) سه تن از کنیزان برده خود را زنده زنده سوزاند زیرا آن‌ها از نوشیدن با او امتناع کرده بودند، و همچنین یک همسر دیگر را به دلیل دروغ گفتن دربارهٔ دوره قاعدگی‌اش کشت، و شاه صفی یکم (حکومت ۱۶۲۹–۱۶۴۲) همسر خود را به دلیل نافرمانی با چاقو کشت.

### شاهزادگان
در دوره ابتدایی صفوی، شاهزادگان جوان تحت مراقبت یک للگی (رئیس قزلباش بلندپایه که به عنوان نگهبان عمل می‌کرد) قرار می‌گرفتند و به تدریج مسئولیت‌های مهم حکومتی را بر عهده می‌گرفتند. اگرچه این سیستم خطر شورش‌های منطقه‌ای علیه شاه را به همراه داشت، اما به شاهزادگان آموزش و پرورش لازم را می‌داد تا برای جانشینی سلطنت آماده شوند.
این سیاست توسط شاه عباس بزرگ (۱۵۷۱–۱۶۲۹) تغییر یافت که شاهزادگان را عمدتاً به حرم‌سرا تبعید کرد، جایی که تعاملات اجتماعی آن‌ها محدود به زنان حرم و خواجه‌ها بود. این امر آن‌ها را از آموزش‌های اداری و نظامی و همچنین تجربه تعامل با اشراف و نخبگان کشور محروم کرد، که این موضوع همراه با تربیت راحت و بی‌دغدغه شاهزادگان، آن‌ها را نه تنها برای انجام مسئولیت‌های سلطنتی آماده نمی‌کرد، بلکه اغلب آن‌ها را نسبت به انجام چنین مسئولیت‌هایی بی‌علاقه می‌ساخت.
محصور شدن شاهزادگان سلطنتی در حرم‌سرا یکی از عوامل مهم در انحطاط دودمان صفوی بود.

### کارکنان
اداره حرم‌سرای سلطنتی یک شاخه مستقل از دربار بود که عمدتاً توسط خواجه‌ها (گدایان) اداره می‌شد. این‌ها ابتدا خواجه‌های سیاه‌پوست بودند، اما از زمان شاه عباس اول، خواجه‌های سفیدپوست از گرجستان نیز به کار گرفته شدند.
خواجه‌های برده وظایف مختلفی را در سطوح مختلف حرم‌سرا و همچنین در دربار عمومی انجام می‌دادند. خواجه‌ها در دربار عمومی دفاتری داشتند، مانند در خزانه سلطنتی و به عنوان معلمان و پدران خواندهٔ برده‌های غیرمقطوع شده که برای تبدیل شدن به سربازان برده (غلمان) انتخاب می‌شدند، همچنین در داخل حرم‌سرا، و به عنوان کانالی میان زنان جداشده در حرم‌سرا و دربار و دنیای بیرون عمل می‌کردند، که این نقش آن‌ها را در دربار پرقدرت می‌کرد.

## حرم‌سرا به عنوان یک نهاد اجتماعی و سیاسی
مادران شاهزادگان رقیب همراه با خواجه‌ها در توطئه‌های درباری شرکت می‌کردند تا کاندیدای خود را بر تخت سلطنت بنشانند. از اواسط قرن شانزدهم، رقابت‌ها میان زنان گرجی و چرکسی در حرم‌سرای سلطنتی به ظهور نبردهای دودمانی با ماهیت قومی انجامید که قبلاً در دربار ناشناخته بود. وقتی شاه عباس دوم در سال ۱۶۶۶ درگذشت، خواجه‌های دربار با تدابیری جانشینی شاه سلیمان یکم را ترتیب داده و عملاً کنترل دولت را به دست گرفتند.
شاه سلیمان یک شورای خصوصی تشکیل داد که شامل مهم‌ترین خواجه‌ها بود و در حرم‌سرا فعالیت می‌کرد، بدین ترتیب بسیاری از وظایف نهادهای سنتی دولتی از کار افتاد. نفوذ خواجه‌ها بر امور نظامی و مدنی تنها با رقابت‌های داخلی آن‌ها و جنبش مذهبی که توسط محمدباقر مجلسی رهبری می‌شد، محدود می‌شد. حرم‌سرای سلطنتی تحت شاه سلطان حسین (۱۶۶۸–۱۷۲۶) به اندازه‌ای گسترش یافت که بخش زیادی از درآمدهای دولتی را مصرف می‌کرد.
پس از سقوط دودمان صفوی، که به زودی پس از آن اتفاق افتاد، خواجه‌ها دیگر هرگز نتوانستند به عنوان یک طبقه سیاسی در ایران نفوذ سیاسی قابل توجهی به دست آورند.

### بیشتر
- Bearman, P.; Bianquis, Th.; Bosworth, C. E.; van Donzel, E.; Heinrichs, W. P., eds. (1978). Encyclopaedia of Islam (2nd ed.). Brill.
- Fisher, William Bayne; Jackson, Peter; Lockhart, Lawrence, eds. (1986). The Cambridge History of Iran. Vol. 6. Cambridge University Press.
- Savory, R. M. (1977). "Safavid Persia".  In P. M. Holt; Ann K. S. Lambton; Bernard Lewis (eds.). The Cambridge History of Islam. The Central Islamic Lands from Pre-Islamic Times to the First World War. Vol. 1A. Cambridge University Press.